# Kyrka

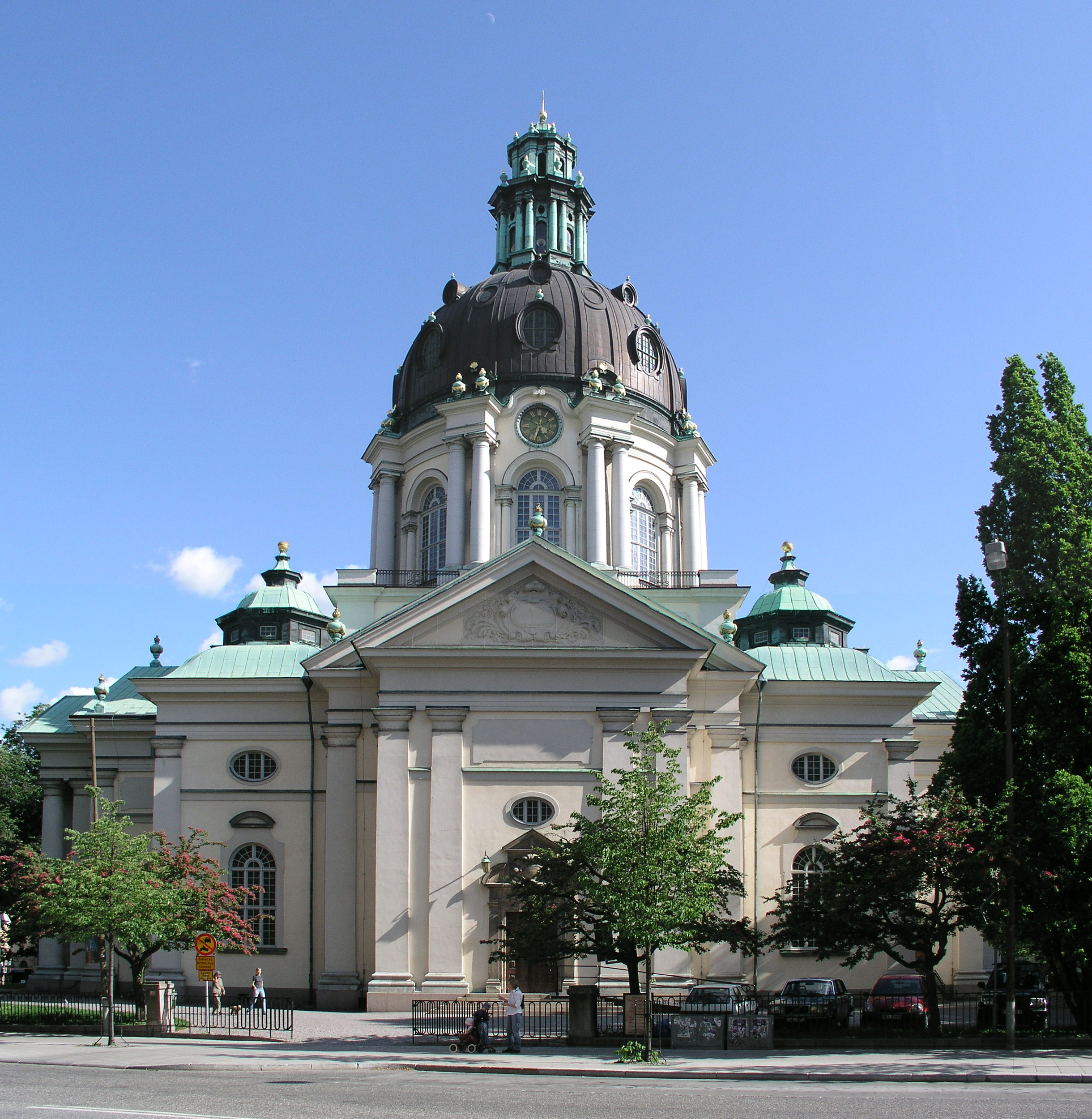
Gustaf Vasa kyrka i Stockholm invigdes den 10 juni 1906.

En kyrka (från grekiskans Κυριακόν/Kyriakon, som betyder "det som hör Herren till", underförstått "Herrens hus") eller kyrkobyggnad är en byggnad avsedd för kristna gudstjänster och religiösa studier. Kyrkan tillhör en församling inom något eller några trossamfund.
Varianter eller synonymer till kyrka kan vara katedral (domkyrka, dom), kapell, basilika, bönehus eller tempel, beroende på bruk, utseende och kyrkligt sammanhang. Även tabernakel förekommer som namn, trots att det ursprungligen var ett tält (tabernaklet). Vissa samfund har undvikit beteckningen kyrka för sin byggnad och organisation, exempelvis Jehovas Vittnen med deras beteckning Rikets sal, medan andra som anses stå utanför kristendomens gemenskap använder namnet kyrka för sin lokal, såsom Scientologikyrkan. Många samfund kallar hela sin organisation och även enskilda församlingar för kyrka.

## Lokalens användning

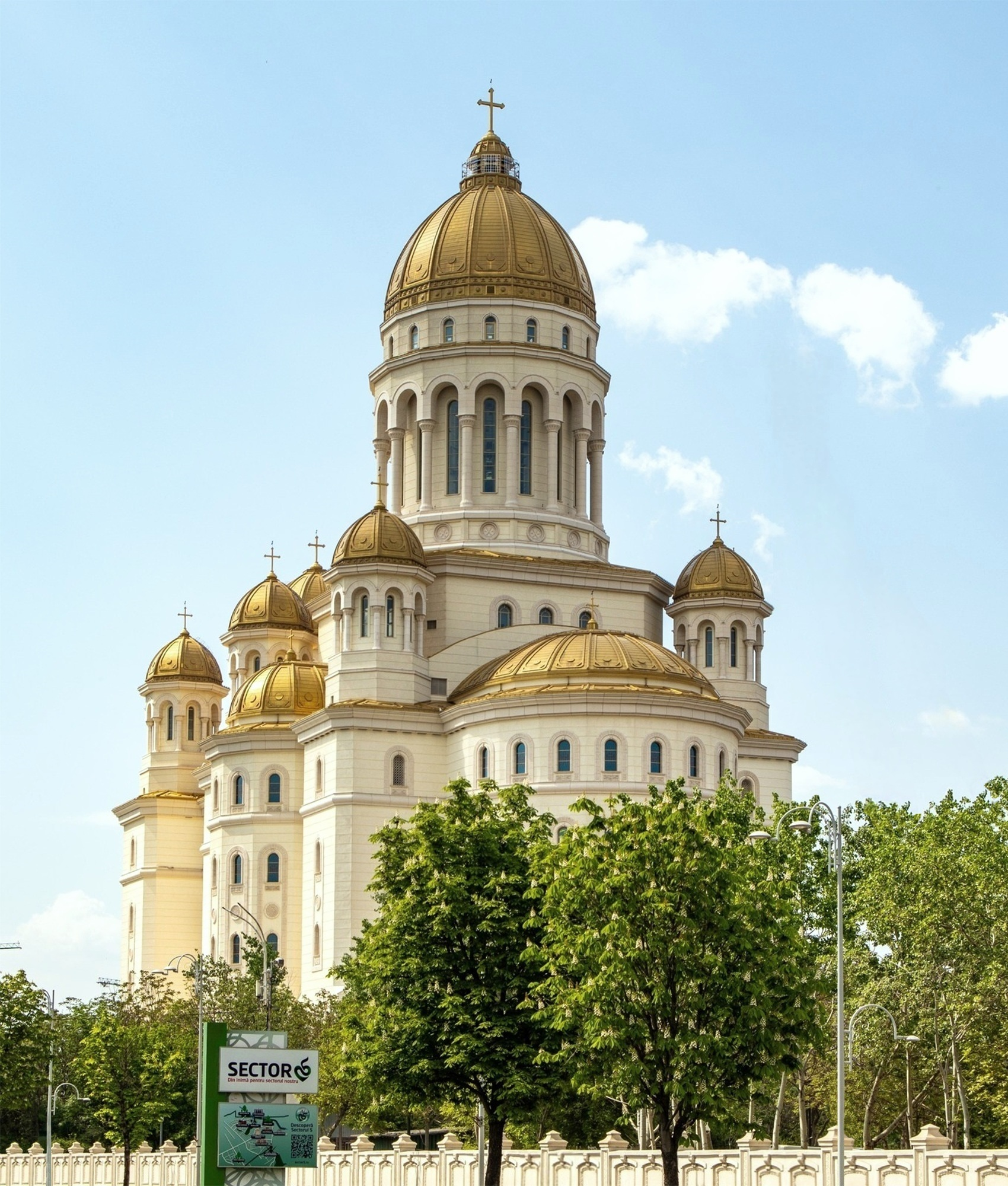
Folkets frälsnings katedral i Bukarest, Rumänien är världens största östortodoxa kyrka och är för närvarande (maj 2025) under konstruktion. Katedralen tros bli färdig år 2025 eller 2026 och den tillhör den Rumänsk-ortodoxa kyrkan.

Gudstjänst kan firas i vilken miljö som helst, men många trossamfund har särskilda ritualer för invigning av nya kyrkor och dekonsekrering av kyrkobyggnader som ska tas ur bruk. Hos vissa samfund är själva byggnaden helig, och har extra heliga delar, medan andra ser själva församlingen som helig och byggnaden närmast som ett skal. Under tidigare sekler när den lutherska kyrkan var statskyrka, blev landet indelat i geografiska församlingar med minst en egen kyrkolokal som alla hade plikt att samlas i till söndagens gudstjänst. Numera används begreppet församling inom Svenska Kyrkan som en administrativ indelning, men medlemmar kan även delta i gudstjänster i andra kyrkor. Inom frikyrkorna har den geografiska indelningen begränsad betydelse, utan medlemskap ansöks explicit oavsett bostadsort. Det är dock typiskt att en frikyrkoförsamling har en kyrka, men "utposter" (dotterkyrkor) förekommer, liksom att man använder någon annans lokal till sina aktiviteter, inklusive sportarenor och andra rent profana lokaler, eller mötestält för tillfälligt bruk.
I Sverige instiftades lagen om kyrkofrid som en markering att kyrkan inte ska vara en plats där konflikt levs ut. Konflikt vid gudstjänst klandras även i Bibeln och kyrkobyggnaden har ofta använts som en fredad plats, en tillflyktsort. I hadither syns att moskén hade en annorlunda funktion, inklusive krigsfångeinternering och stabshögkvarter i krig.
Att använda kyrkan till annat än den byggts för är inte sällan en känslig sak, och kan orsaka kränkning av människors känslor om det sker på ett ovärdigt sätt, något som har utnyttjats i konflikter. 
Kyrkobyggnader som sålts har kunnat byggas om invändigt till företagskontor, bostäder och i vissa fall pubar, eller använts för någon annan religion, exempelvis som moské. Det senare har skett på många platser som erövrats av muslimer, exempelvis Hagia Sofia i Istanbul, Turkiet. Efter kommunismens införande i Sovjetunionen konfiskerades otaliga kyrkor och synagogor, och desekrerades av myndigheterna (eng. "Anti-religious campaign during the Russian Civil War (1917–1921)"), genom att använda dem för allehanda profant bruk, såsom lagerlokal, badhus eller djurstallar, om de inte bara sprängdes bort. I konflikter i Mellanöstern, har ett flertal heliga platser vanhelgats på samma sätt, exempelvis med boskapshage på platsen för den sprängda Avraham Avinu-synagogan.

## Kyrkobyggnadens historiska bakgrund

Peterskyrkan i Vatikanstaten är Romersk-katolska kyrkans huvudkyrka.

I fornkyrkan fanns det inte särskilda kyrkobyggnader, istället samlades församlingarna i hem eller till gemensam bön i templet i Jerusalem (Apg 2:46, 20:20, 1 Kor 16:19). För speciella ändamål vid större samlingar var man utomhus eller i en hyrd lokal, såsom aposteln Paulus i Tyrannus lärosal (Apg. 19:9). På 300-talet blev kristendomen tillåten religion i Romarriket och speciella kyrkobyggnader uppfördes. Viss inspiration hade med tiden hämtats från judendomen, med altare, ljus, rökelse och speciella präster som förrättade gudstjänst, men även från romersk arkitektur. Dock var det judiska tabernaklet och templet riktat med det allra heligaste mot väster, till skillnad från hedniska tempel, såsom Isistemplet i Philae, som var riktade mot öster, där solen går upp. För att dyrka andra egyptiska gudar och i andra soldyrkande religioner riktade templen efter väderstreck och solens speciella positioner, ofta för att lysa upp en gudabild i templet. Synagogor byggdes i riktning mot väst, men även sådana som var riktade mot Jerusalem förekom. Kyrkor började byggas enligt judisk riktning från 300- till 500-talet, exempelvis Peterskyrkan i Rom, men den senare modellen blev sedan vanligast. Idag motiverar man riktningen med att öster symboliserar Kristi återkomst, riktningen mot Jerusalem eller att översteprästen vände sig mot öster (där folket stod) på den judiska försoningsdagen.

## Den romanska kyrkans huvudmodell

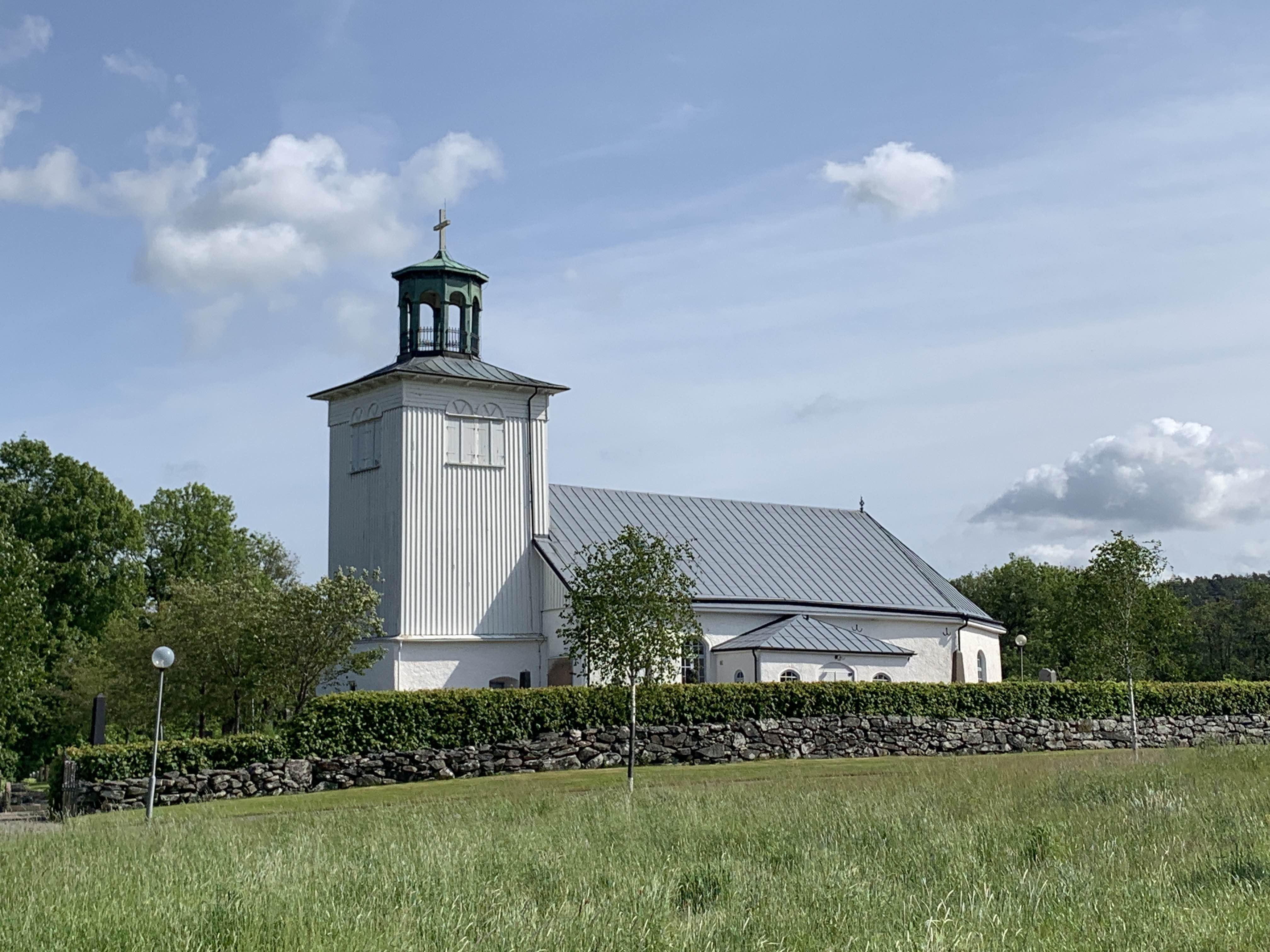
Nödinge kyrka i Nödinge-Nol, Ale kommun byggdes år 1727.

I de flesta västerländska kyrkor återfinns, om också ofta förenklade och omdanade, den romerska basilikans huvuddrag: absid, kor (med eller utan krypta), tvärhus/tvärskepp eller korsarmar, långhus/långskepp, förhall, och ofta ett eller flera torn.
Absiden var ursprungligen avsedd för biskoparnas tron, biskopsstolen, men blev senare ofta istället plats för altaret, som flyttades från korsmitten. De romanska kyrkorna i Sverige har så gott som undantagslöst absid.
Koret (körrummet eller sångrummet) inklusive absiden var i romanska kyrkor från början tillgängligt endast för prästerskapet.

I romanska korskyrkorna (se nedan) räknas korsarmarna till koret. De var ibland försedda med absider, liksom mittkvadraten (skärningsytan emellan kyrkans längd- och tvärriktning) hade en absid direkt ansluten. I detta fall kallas korkvadraten med absiden dock högkoret.

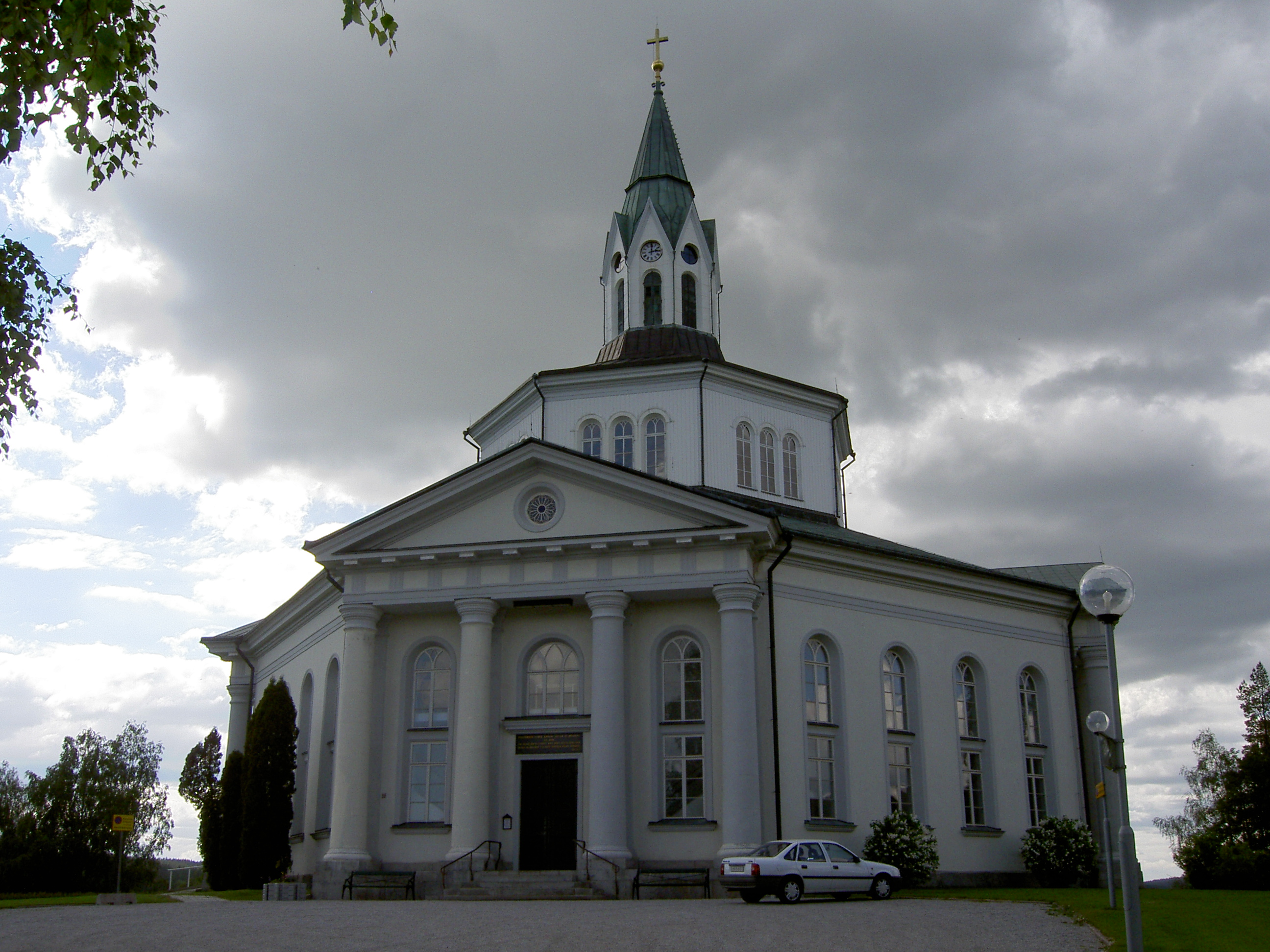
Själevads kyrka i Själevad, Ångermanland, är en av Sveriges tjugotal åttkantiga kyrkor.

Under senare delen av medeltiden tillbyggdes en särskild byggnad, i regel invid korets norra sida, den så kallade sakristian, avsedd för prästens förberedelse till gudstjänsten, förvaring av kyrkans dyrbarheter, sammankomster med  mera. Absiden begränsades mot koret av tribunbågen, under det att koret i sin tur avskildes från skeppet genom triumfbågen, som nedtill kompletterades genom en låg mur eller ett skrank (korskranket). De romanska triumfbågarna var kraftiga och breda och dolde en del av koret för menigheten. Därför har de i regel borttagits. Ett exempel på en romansk triumfbåge finns i Torpa kyrka i Södermanland.
Långhuset eller skeppet (långskepp i motsats till tvärskepp) – kallades så för att den symboliserade den för menigheten räddande arken eller Petri skepp, från vilket Kristus talar. Det var alltså avsett för menigheten. Kyrkorummet – det rum i kyrkan där gudstjänsterna hålls – är oftast långhuset. Långhuset kunde vara enskeppigt (som de flesta landskyrkor i Sverige), tvåskeppigt (vanligen på Gotland), tre-, fem- eller någon gång sjuskeppigt. Sidoskeppen är vanligen lägre än mitt- eller huvudskeppet. (Jämför dock hallkyrka.) Väggarna emellan sidoskeppen, vindsutrymmen och mittskeppet var ibland prydda av ett pelargalleri, det så kallade triforiet (ett exempel i Sverige på det finns i Skara domkyrka, det är annars vanligt i gotiska och romanska katedraler i Europa). Här löpte stundom en gång över sidoskeppen ut mot mittskeppet. Ovanför triforiet kan finnas en rad fönster, klerestoriet.
Längst i väster fanns förhallen, vanligen skild från skeppet genom ett galler (narthex). Förhallen var huvudsakligen katekumenernas och botgörarnas plats. I Dalby kyrka i Skåne finns en präktig romansk förhall ännu i behåll. Ovanför eller på sidorna om förhallen reste sig tornet eller tornen. De större småkyrkornas förhall ersattes under senare hälften av medeltiden ofta av ett vapenhus.

## Andra typer av kyrkor (som dock också kan vara romanska)

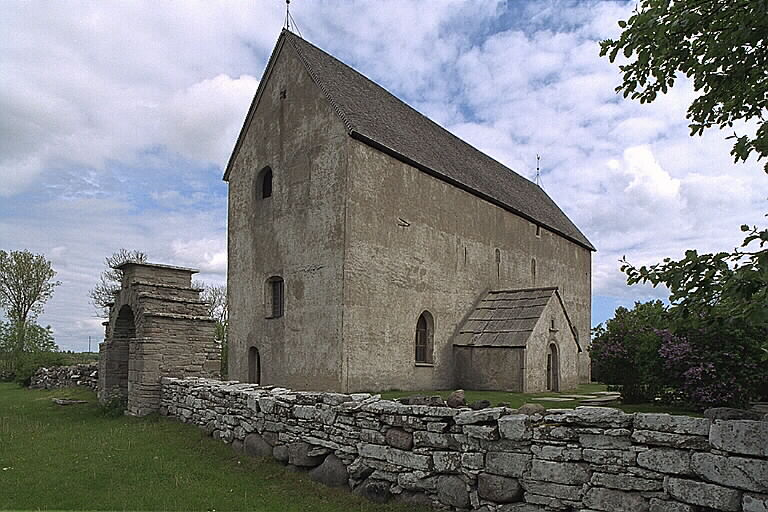
Källa ödekyrka på Öland.

I avseende på grundplanen kan särskiljas mellan långkyrkor, med given längdaxel, och centralkyrkor, med en reguljär grundplan i förhållande till en mittpunkt. Särskilda slag av centralkyrkor är rundkyrkor och de korskyrkor, som har korsarmarna lika långa som kor och skepp. Vanligen är dock korskyrkor långkyrkor.
- Hallkyrka har mittskepp och sidoskepp lika höga.

- Östtornskyrkor kallas kyrkor som har tornet placerat i öster över altare och kor.

- Klövsadelskyrkor var en romansk kyrkotyp som fanns nästan uteslutande på Öland, som hade torn i såväl i väster som i öster.

- Försvarskyrkor innehåller särskilda anordningar för ett positivt försvar. De fanns vanligen i trakter som lätt blev utsatta för fientliga anfall. Till försvarskyrkorna kan även räknas rundkyrkorna, åtminstone de i Norden. Bland mera bekanta svenska försvarskyrkor kan nämnas Sankt Pers kyrka i Sigtuna och Källa gamla kyrka på Öland, bägge dock nu så gott som ruiner.

- Kraftkyrkan är en på pelare vilande sal, vanligen sträckande sig under kyrkans kor och absid (se Krypta).

- I Upplandslagen talas om hundareskyrka och tolftakyrka, som troligen var huvudkyrkor i hundaret respektive en del av hundaret.

- Bland träkyrkorna är stavkyrkan (en av resvirke byggd kyrktyp) av särskilt intresse.

## Kyrkoarkitekturens äldsta historia i Sverige

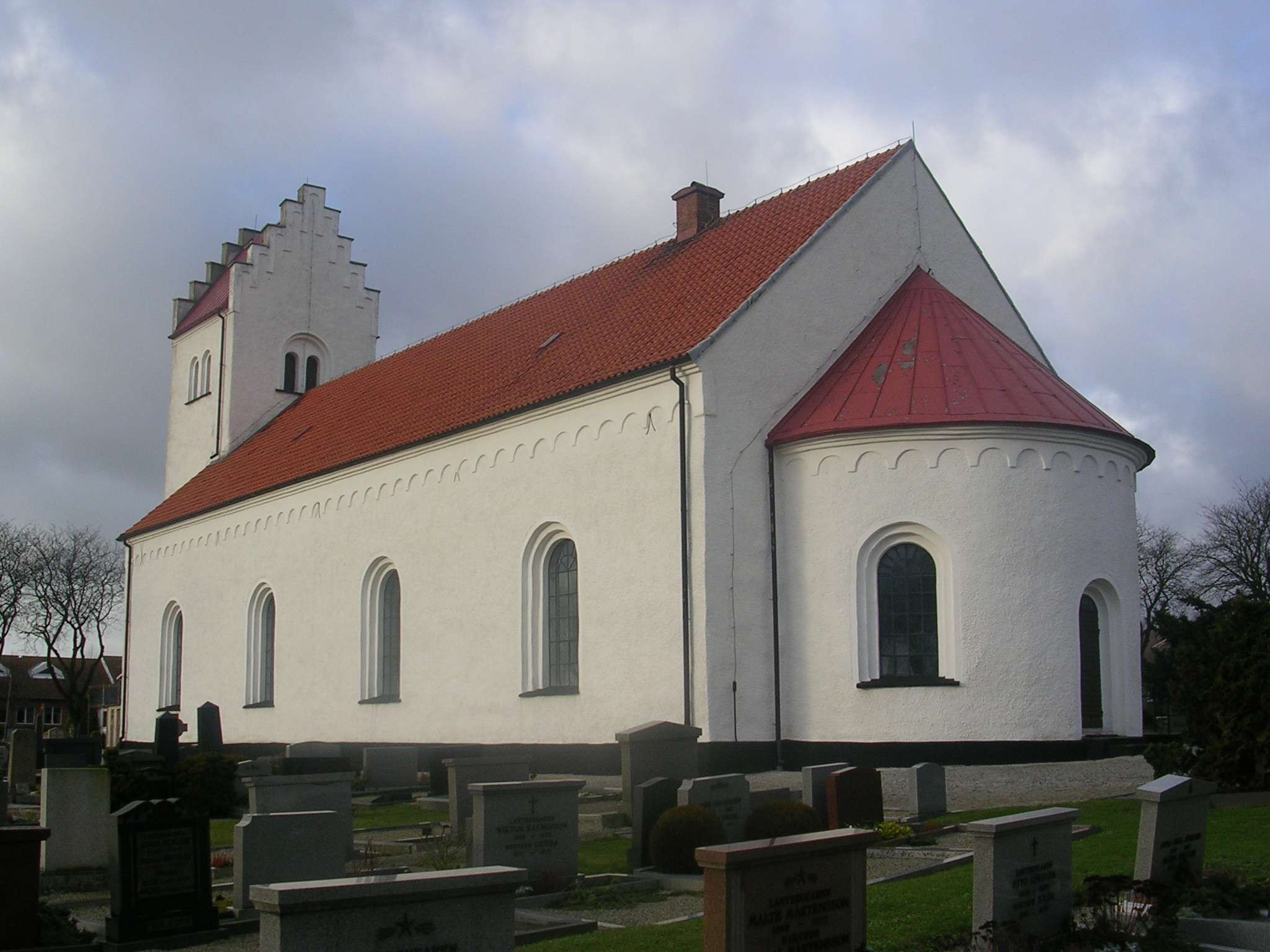
Den nyromanska kyrkan Onslunda kyrka. Rundbågiga fönster, som på denna kyrka, är karaktäristiska för nyromansk arkitektur och är vanliga på ombyggda kyrkor från 1800-talet.

Den första i Sverige omtalade kyrkobyggnad är den kyrka, som Heriger på 830-talet enligt "Vita Ansgarii" lät uppföra på sin gård. Men Ansgars och hans efterträdares missionsverksamhet skred under de största svårigheter endast långsamt fram, och de äldsta minnena av kyrkobyggnader som finns i Mälardalen är kyrkoruinerna i Sigtuna, vilka av allt att döma kan hänföras till 900-talets slut, i samband med att staden bildades.
I Sankt Clemens kyrkoruin i Visby har vid undersökningar, som verkställts av E. Ekhoff, anträffats grunder till två eller tre föregångare till den nuvarande kyrkan. Den äldsta av dessa grunder förskriver sig sannolikt från 900-talet. – Under 1000-talet verkar kyrkobyggnader på Gotland varit mer allmänna.
I Västergötland når den kristna kyrkobyggnadskonsten med säkerhet ned i 1000-talet, men de flesta stenkyrkorna byggdes i mitten av 1100-talet eller senare. Åtskilligt tyder på, att kristendomen i vissa delar av hedendomens gamla stamland Uppland inte slagit fullt igenom förrän under slutet av 1000-talet, i samband med att hednatemplet försvann, men å andra sidan är många runstenar försedda med kristna kors redan från 1000-talets början. I stort sett visar också de äldsta bevarade kyrkobyggnaderna i Götalandskapen en byggnadstyp med avsmalnande kor och emellanåt absid, vilken är äldre och till sina huvuddrag överensstämmande med den romanska basilikan (med absid etcetera), medan många av Svealandskapens äldre stenkyrkor och tegelkyrkor visar en yngre, enklare rektangulär typ, men också här finns stenkyrkor av samma typ som de äldsta i Västergötland. Runt om i hela Sverige kan man dessutom räkna med att de allra flesta kyrkorna från början var av trä och att de sedan ersattes av sten eller tegel.

## Efter reformationen

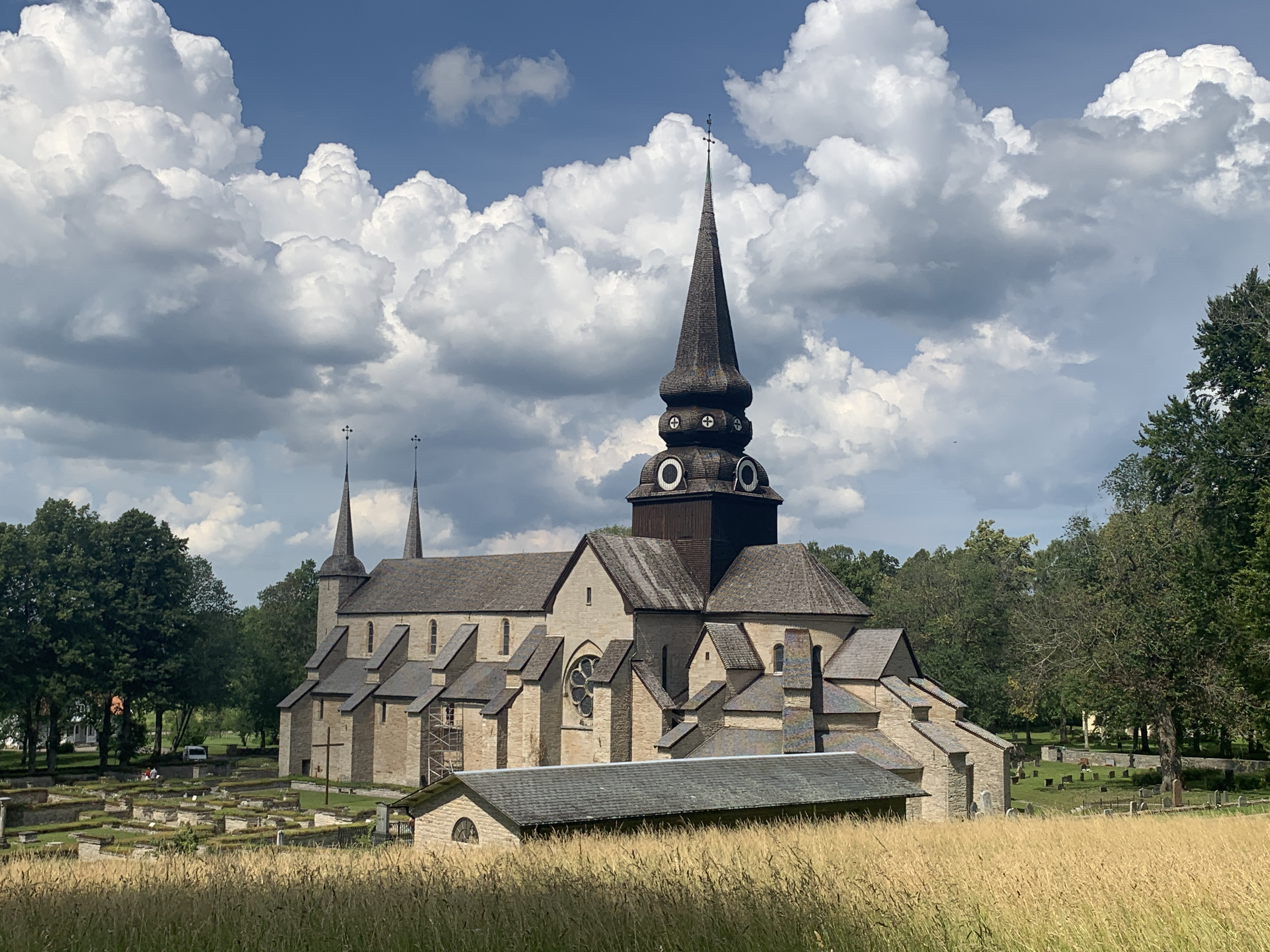
Varnhems klosterkyrka i Varnhem, Skara kommun.

Klosterkyrkorna blev överflödiga när klostren stängdes i samband med reformationen i Sverige. Nybyggda kyrkor liknade i stort de katolska men något anpassade efter den lutherska gudstjänstens behov, och lära. Därmed kom predikan i fokus och helgonbilderna utelämnades. Aktuella stilepoker såsom barock påverkade speciellt nybyggda kyrkors interiör och exteriör.

## 1800-talet
Under 1800-talet byggdes många nya kyrkor, ofta i empirestil. Även äldre stilar kom på modet (se arkitekturens historia), och kyrkor byggdes i bland annat neogotisk stil. Frikyrkorörelsen som började växa starkt under 1800-talets senare hälft medförde en annan syn på gudstjänstfirande och många bönehus och kapell blev radikalt annorlunda än stilen i Svenska Kyrkan.

## 1900-talet och framåt
Flertalet kyrkor byggda under efterkrigstiden har tillåtit frihet i form och utsmyckning. Ett antal kyrkor har utformats med idéer från centralkyrkan för att församlingen ska komma närmare gudstjänstens centralhändelser, med ökad bredd och sittplatserna har ofta satts i en båge eller på annat sätt brutit bänkraderna, omkring en central punkt med altaret. Detta är speciellt vanligt i större frikyrkor. Under de senaste decennierna har ökad hänsyn tagits till variationer i gudstjänstlivet, med större lekmannadelaktighet, i likhet med frikyrkligheten. I moderna kyrkor har ofta använts modernistiska material och design, med stål, betong, glas och formspråk från funktionalism och andra stilströmningar. Klocktorn kan utformas på skiftande sätt, ofta som separat enhet, om det finns överhuvudtaget.

## Bilder

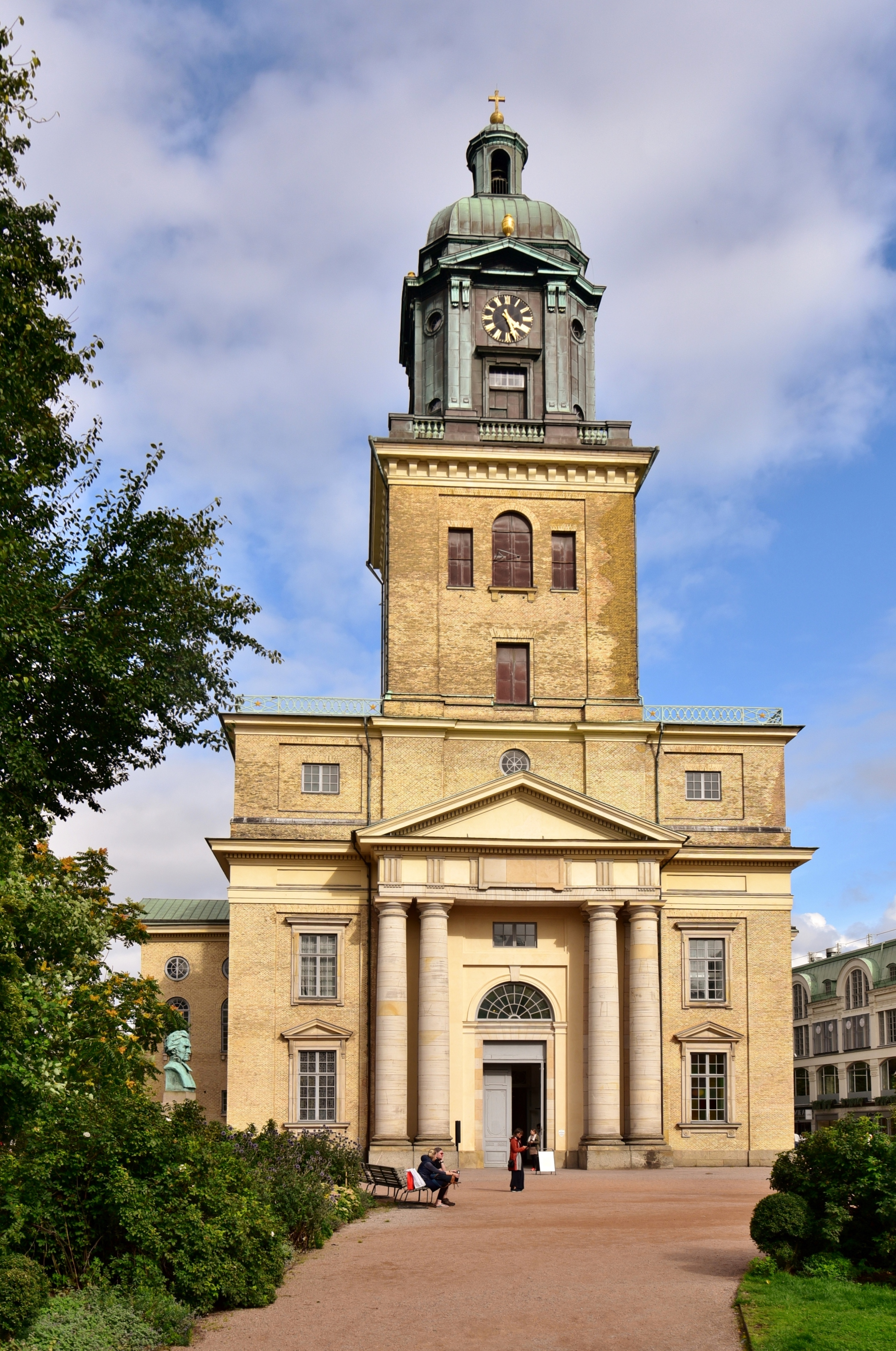
Göteborgs domkyrka i Göteborg.
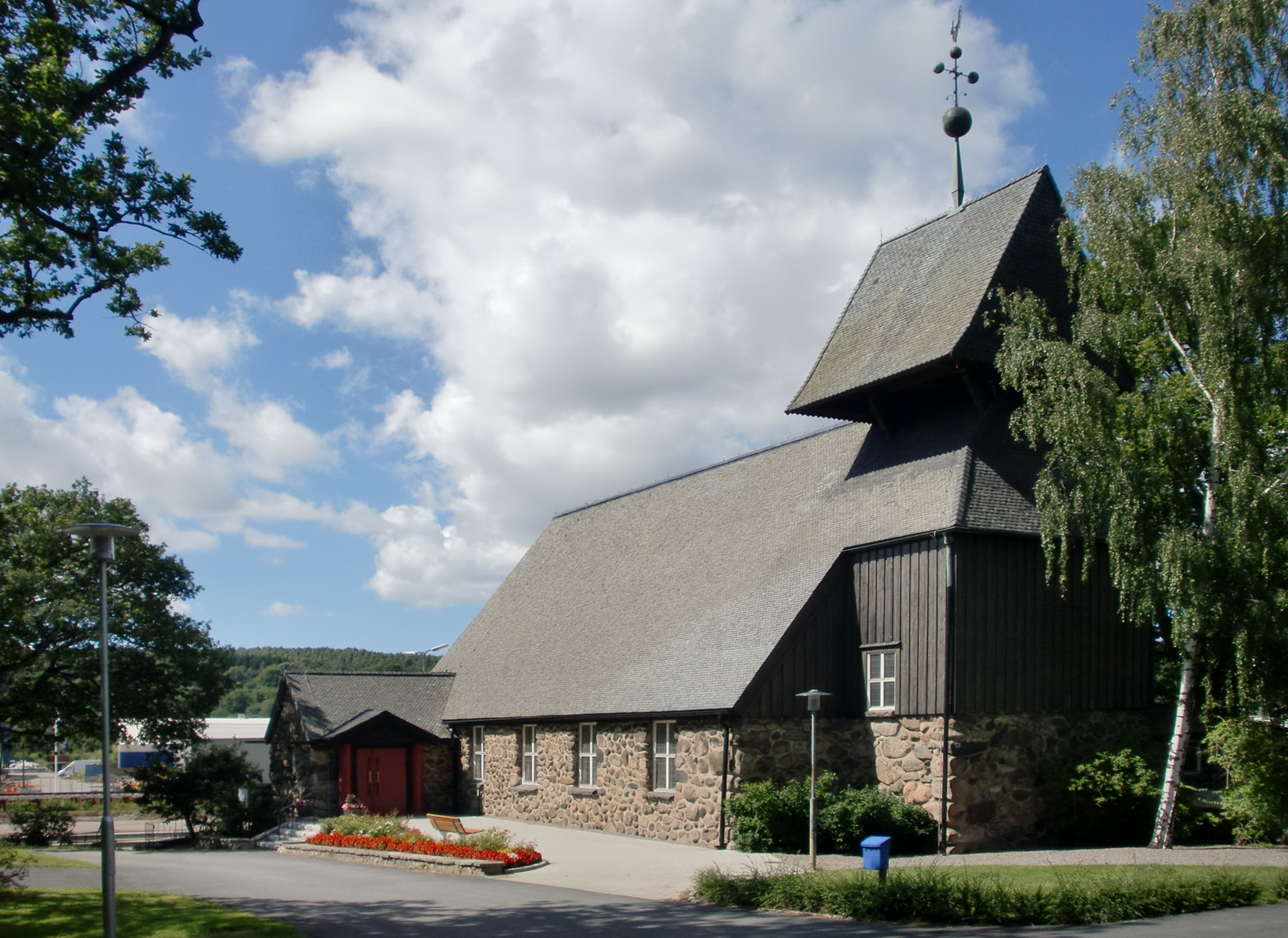
Surte kyrka i Ale kommun.
Vårfrukyrkan i Göteborg, invigd 1972 som en svensk kyrka men blev senare serbisk-ortodox.
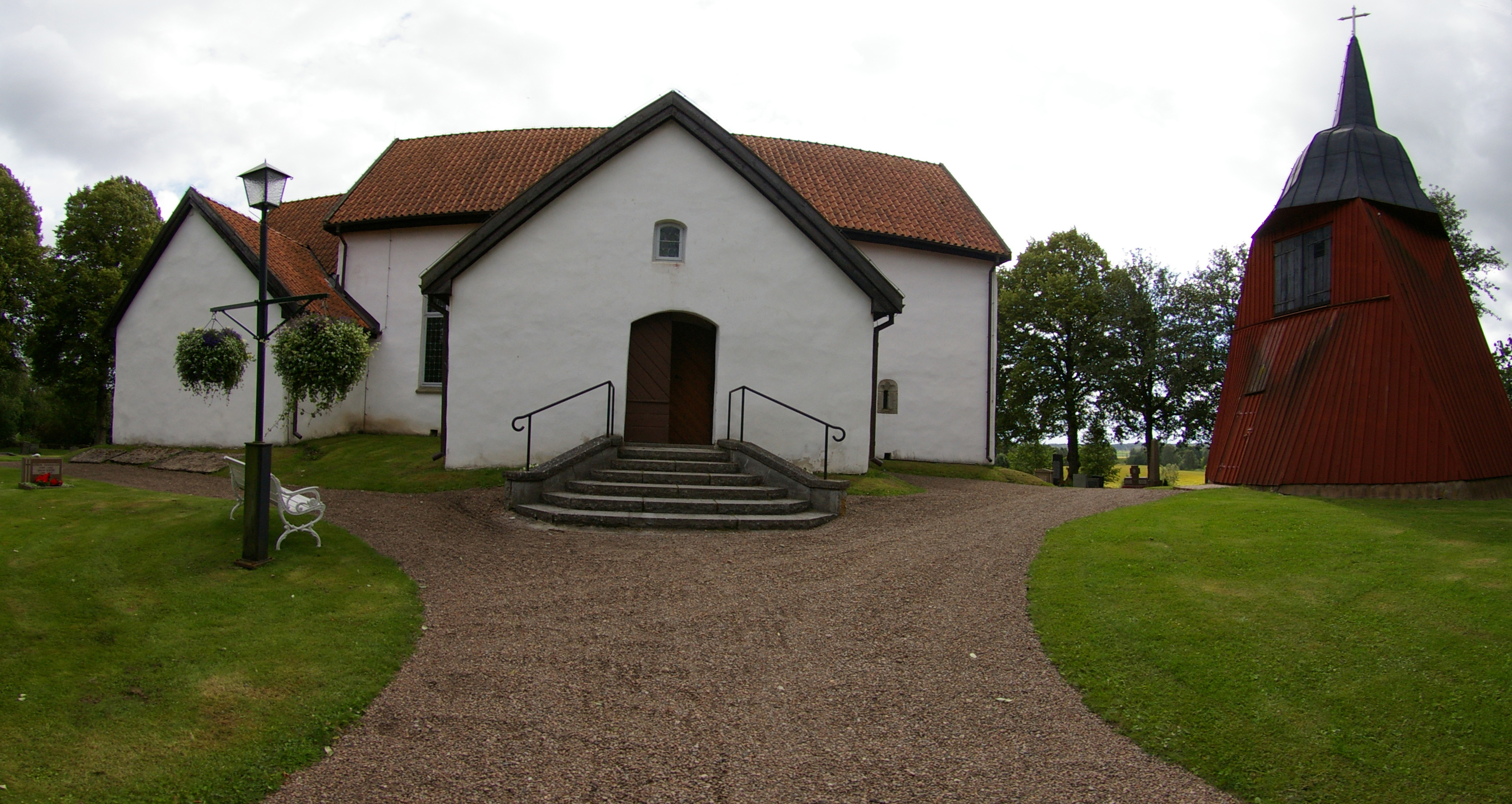
Marka kyrka i Falköpings kommun.
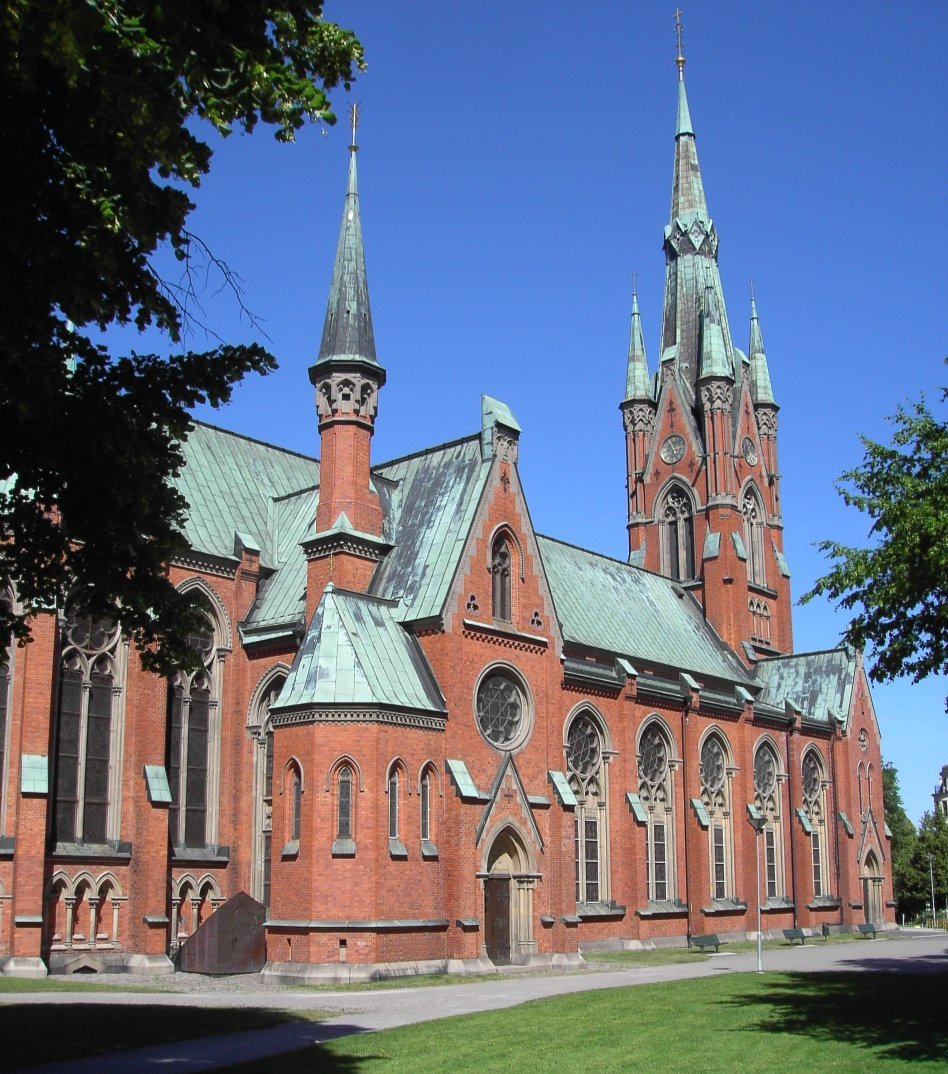
Matteus kyrka i Norrköping, nygotisk stil, invigd 1892.
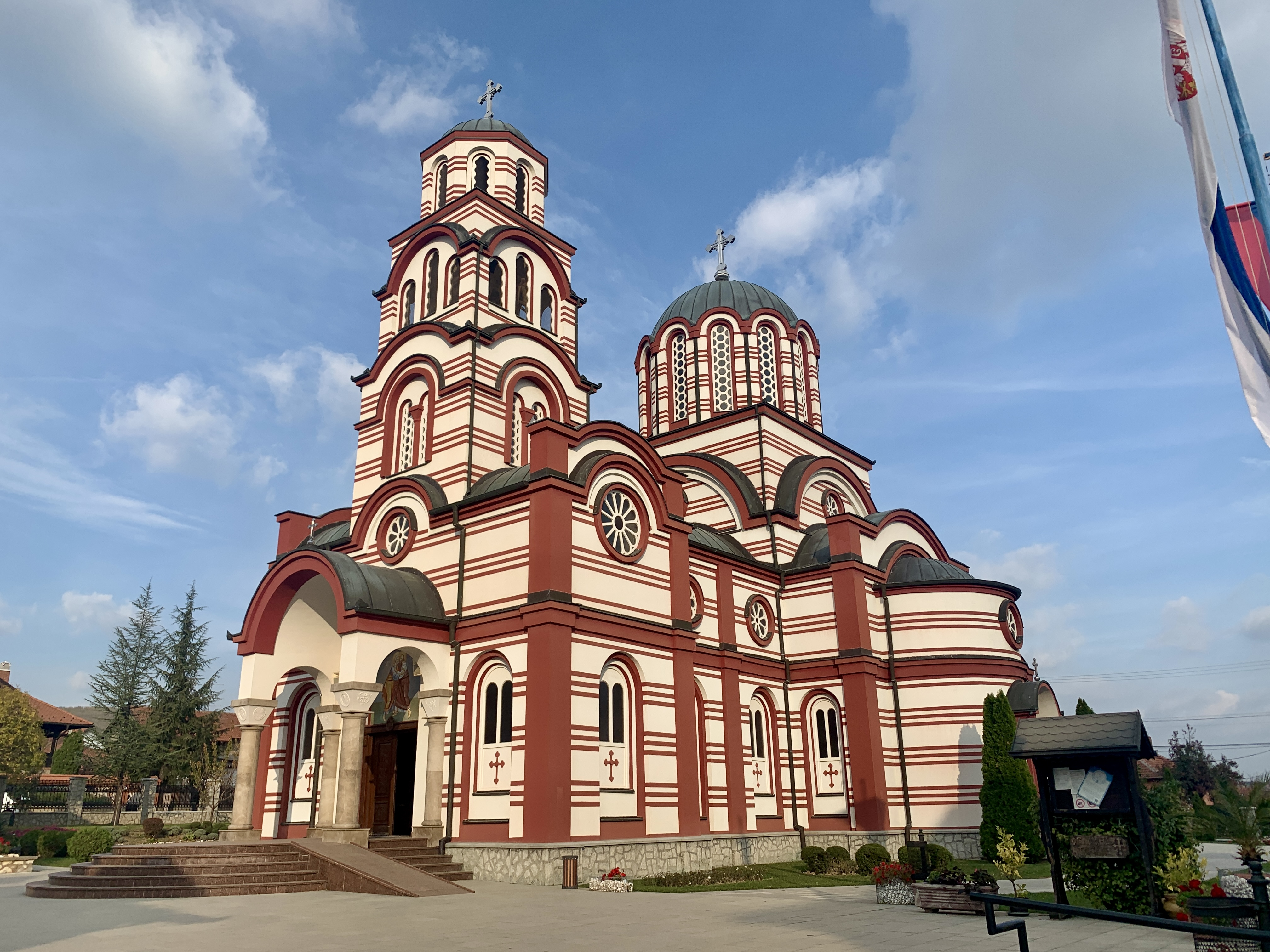
Heliga apostlarna Petrus och Paulus kyrka i Aranđelovac, Serbien.
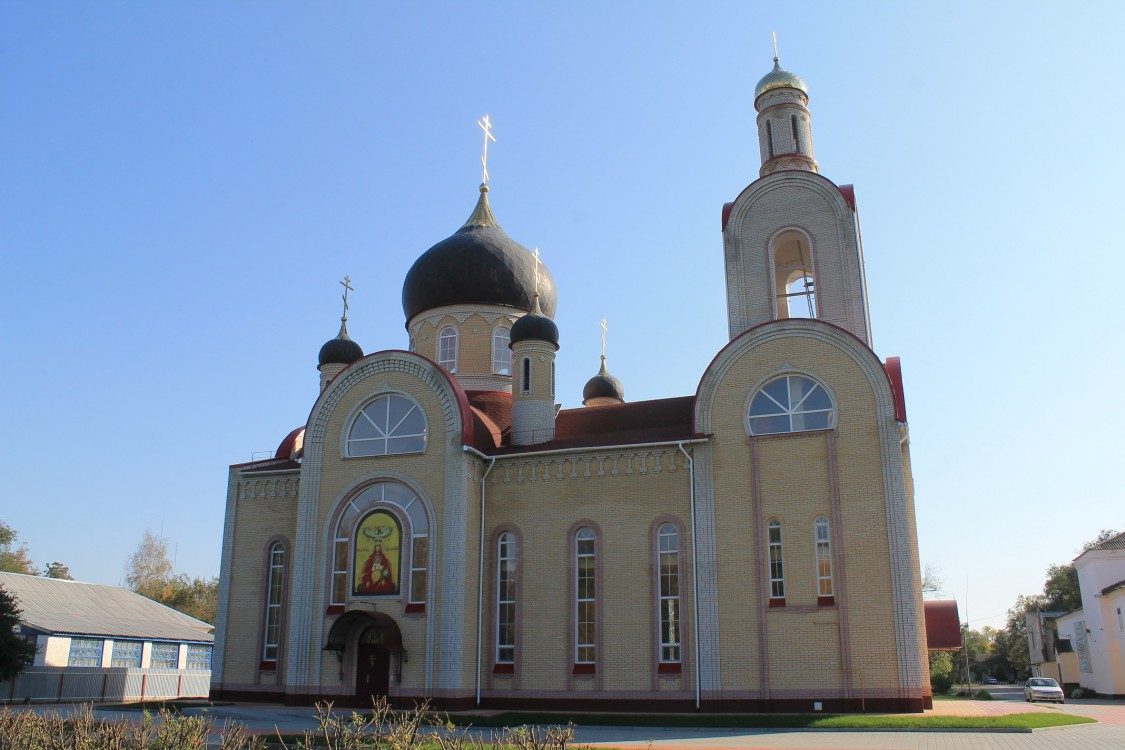
Tsesarevitj Aleksejs kyrka i  Gorodovikovsk, Ryssland.
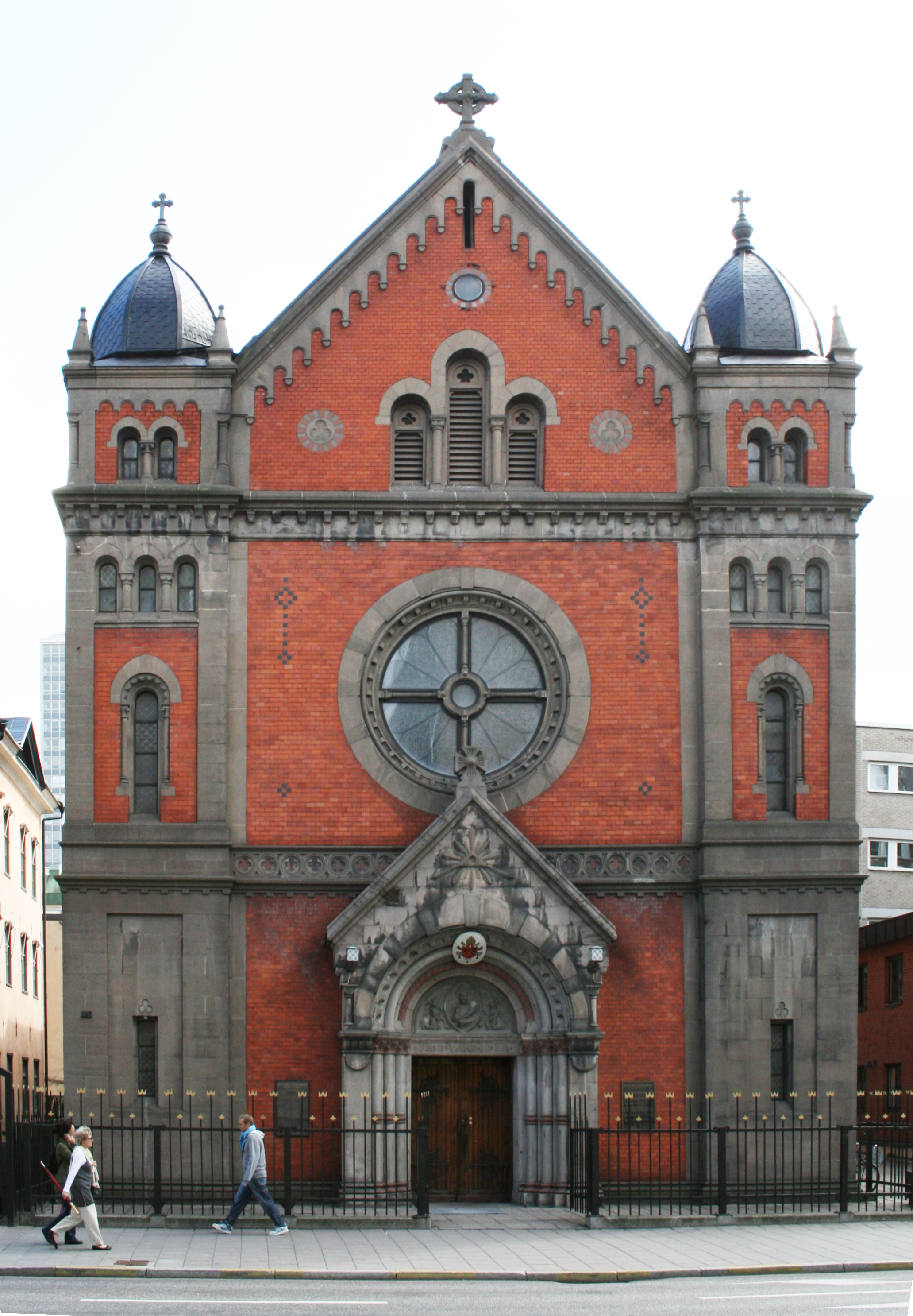
Sankt Eriks katolska domkyrka i Stockholm.
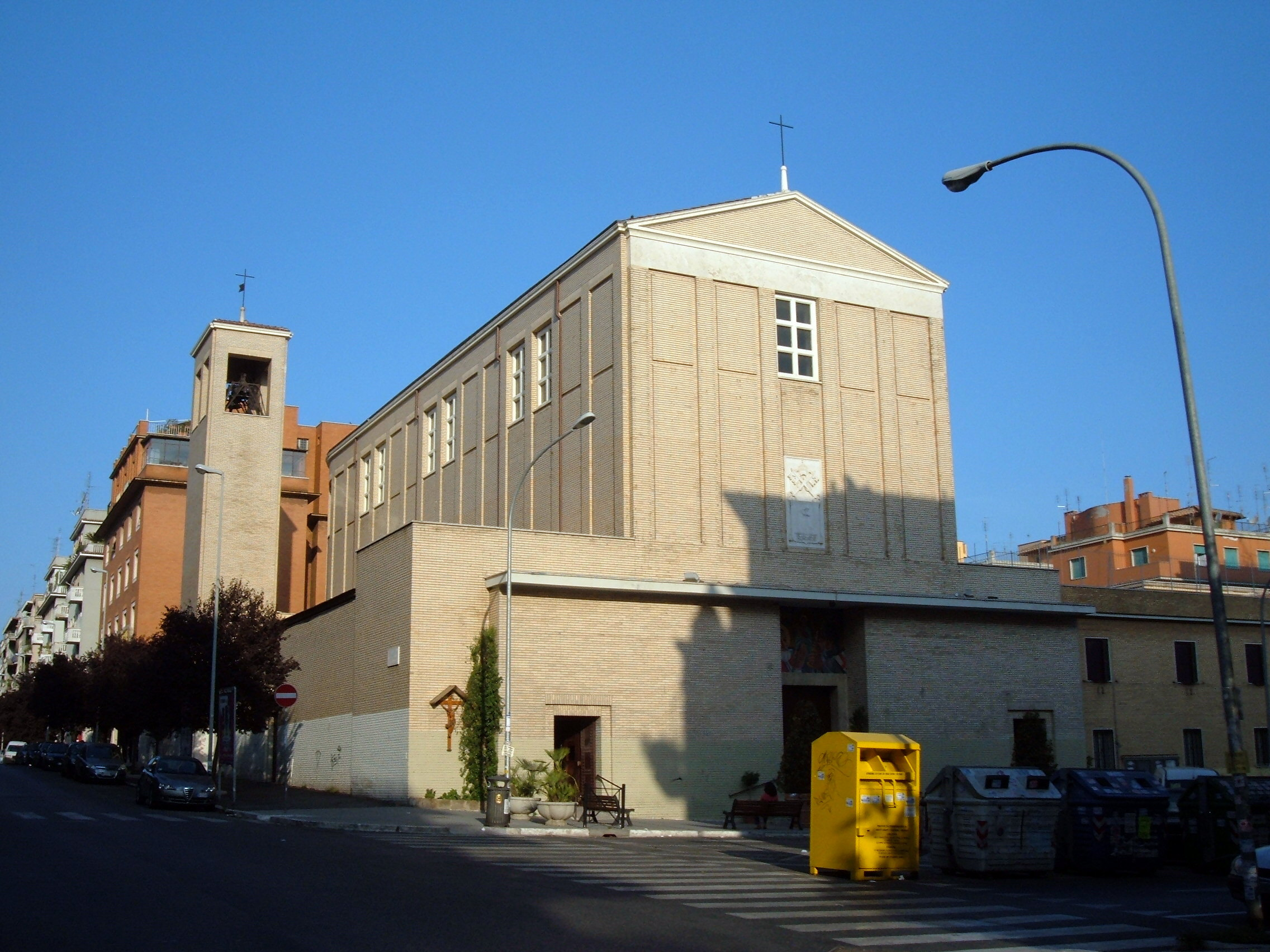
San Pio V i Rom, Italien.
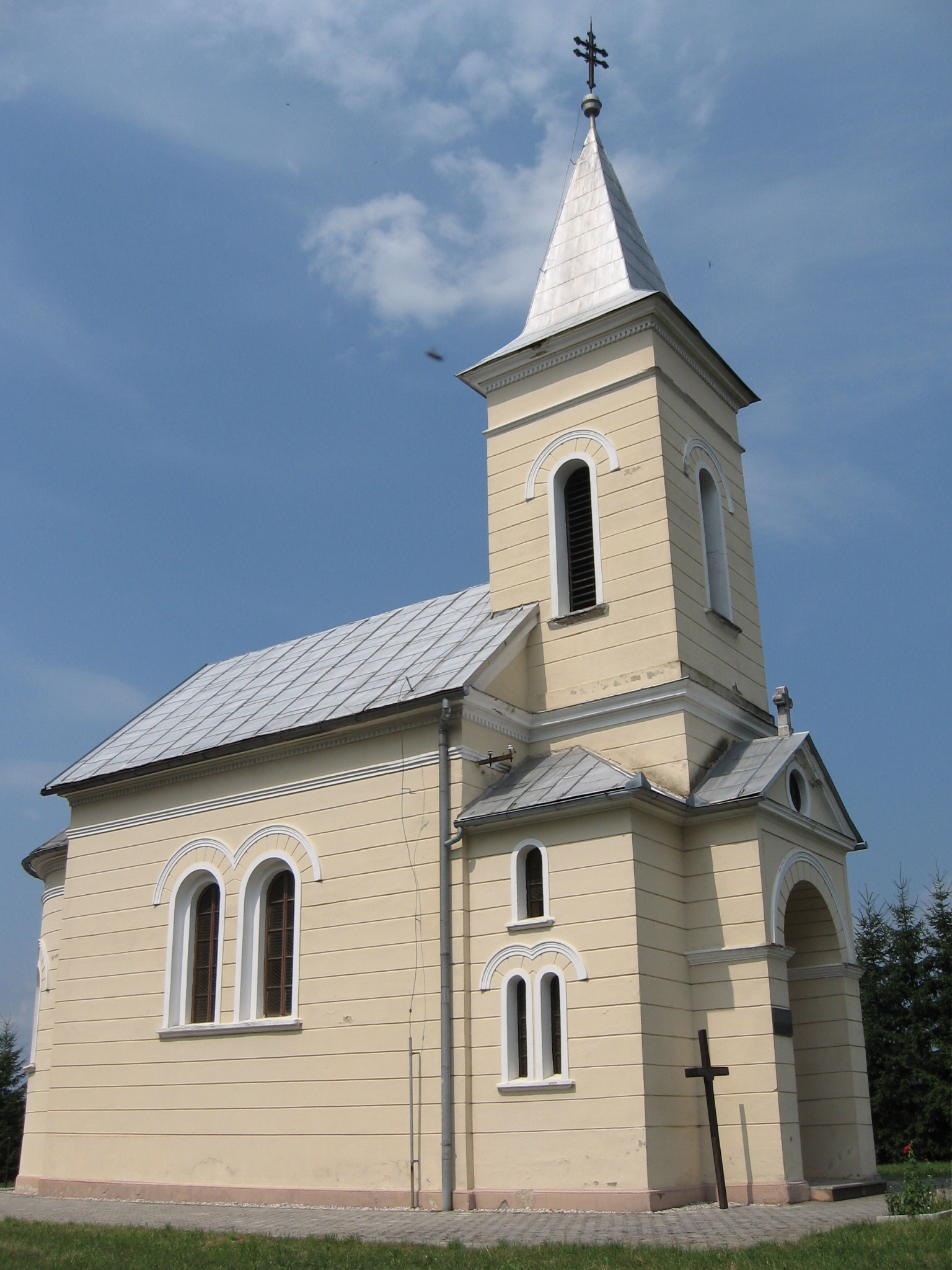
Sankt Kyrillos och Methodios kyrka i Metlika, Slovenien.
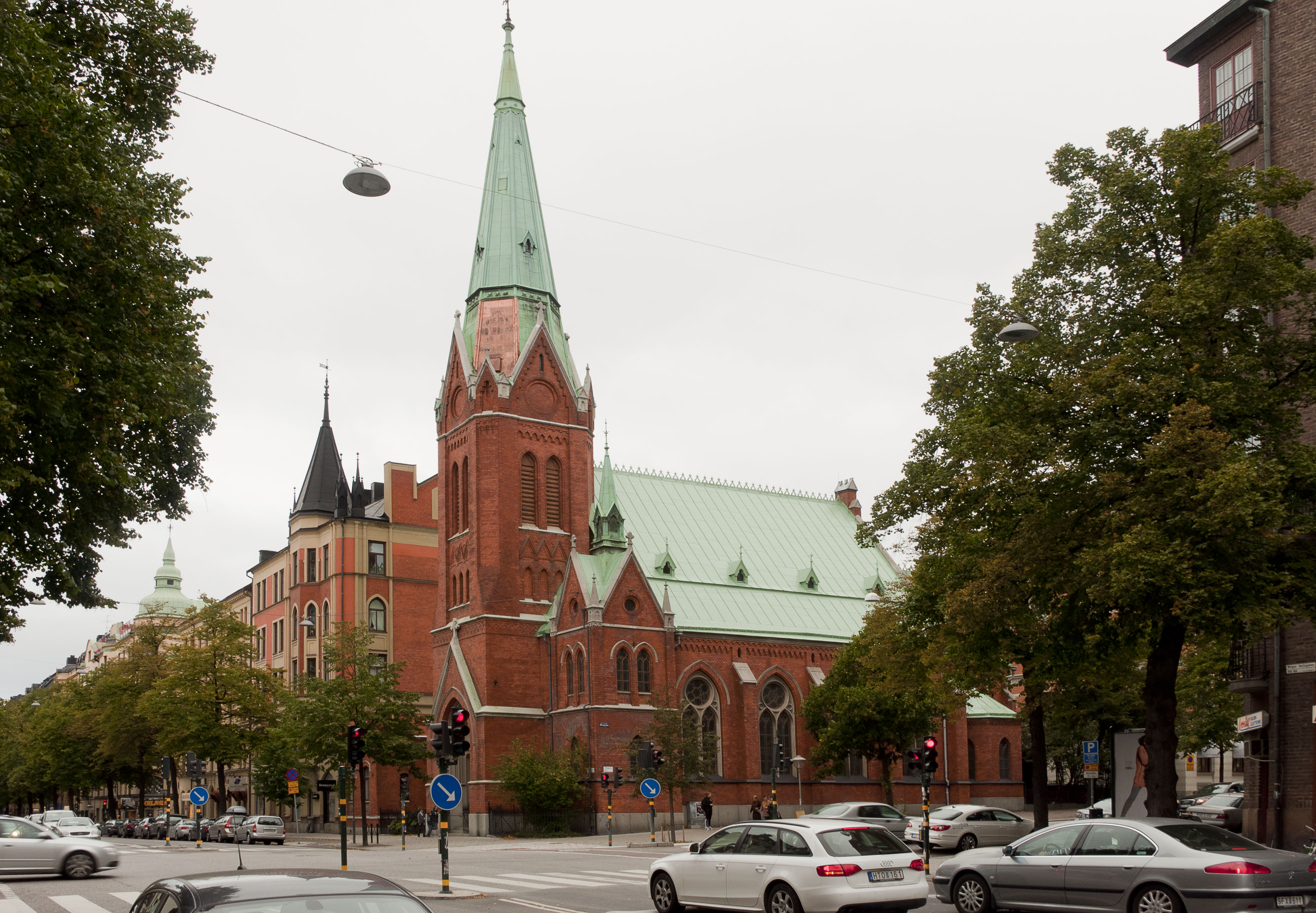
Sankt Georgios kyrka, en grekisk-ortodox kyrka i Östermalm, Stockholm.
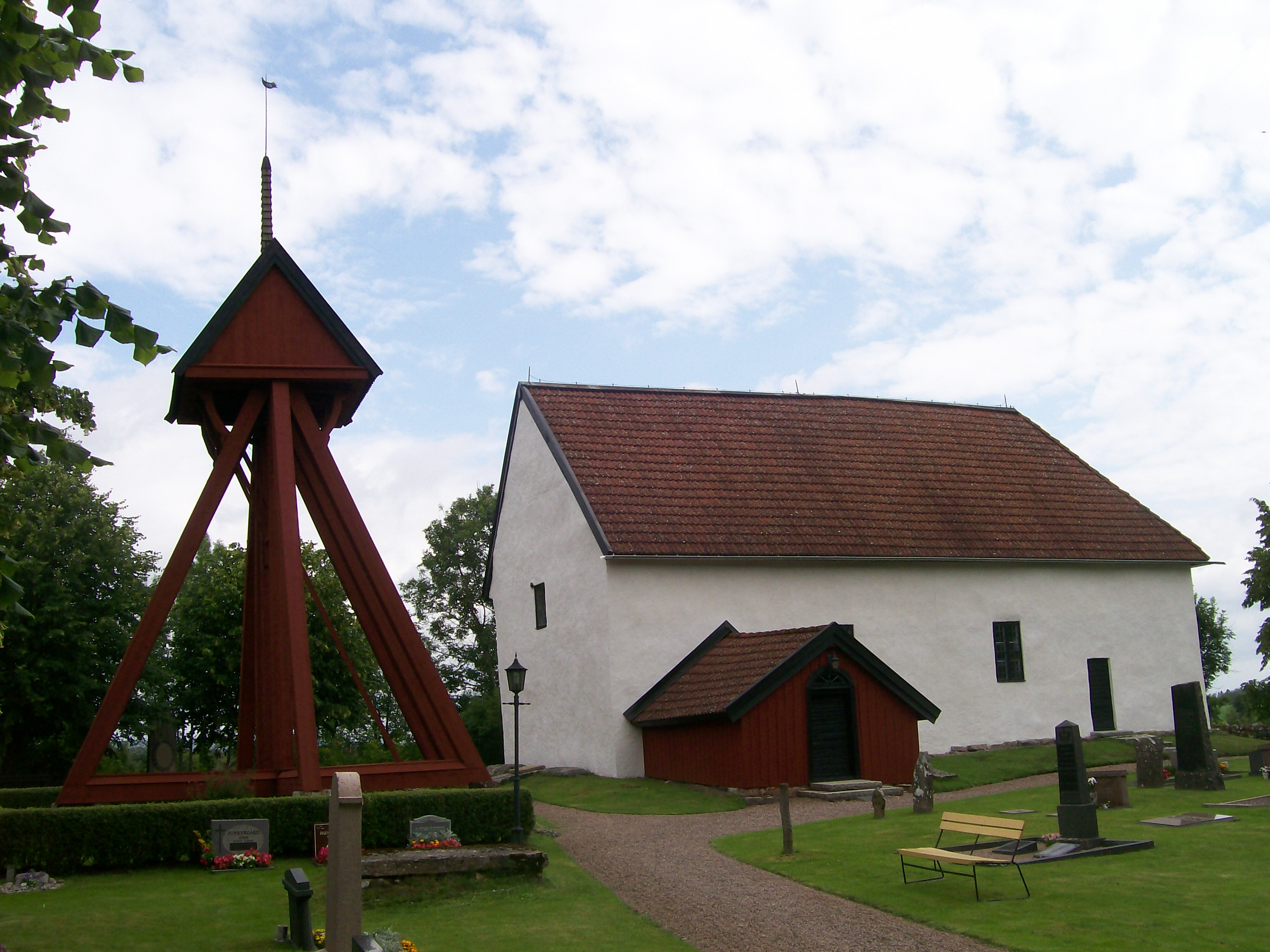
Valtorps kyrka i Skara stift, en medeltida landsbygdskyrka med klockstapel.
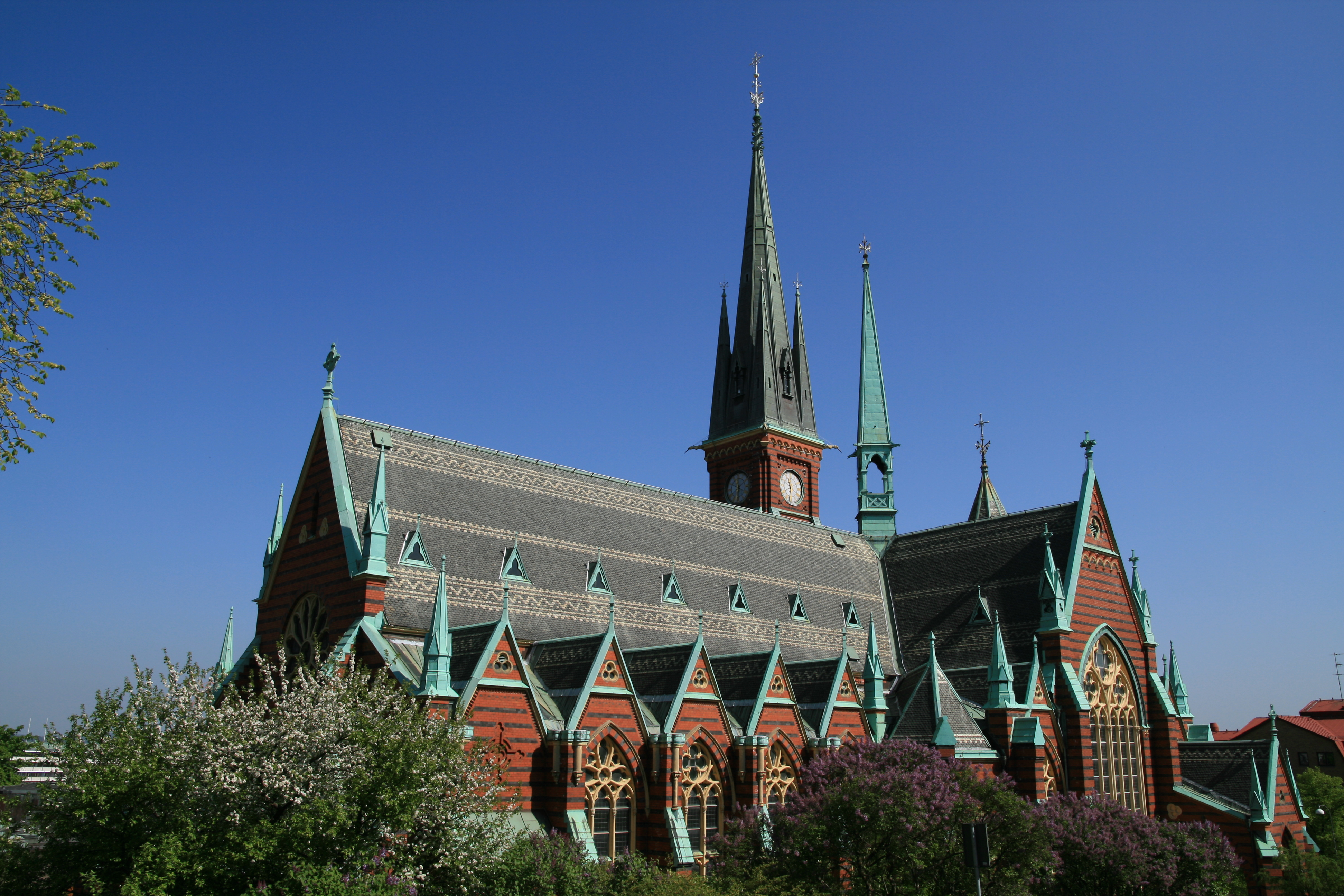
Oscar Fredriks kyrka i Göteborg.
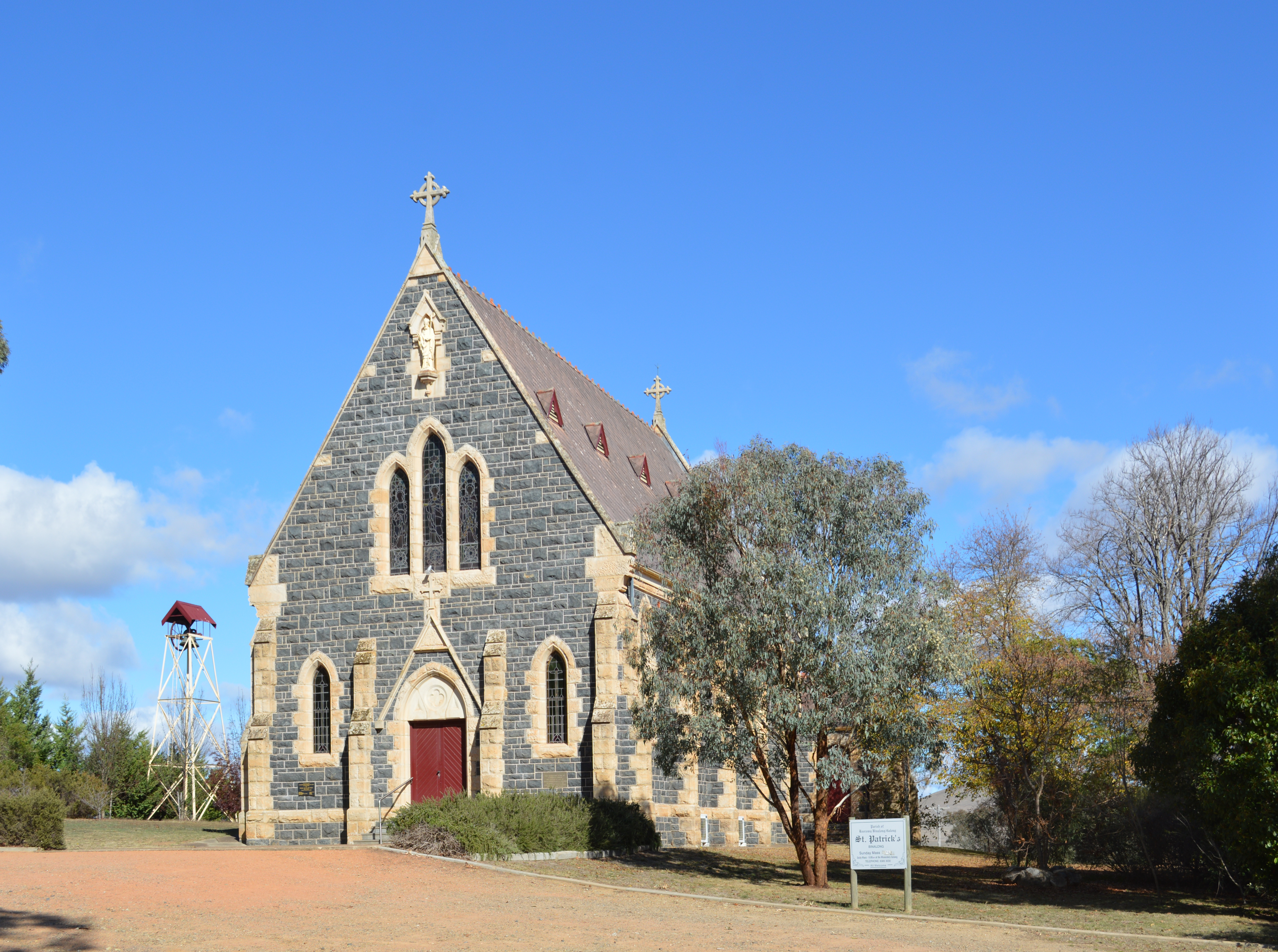
Sankt Patricks katolska kyrka i Binalong, Australien.
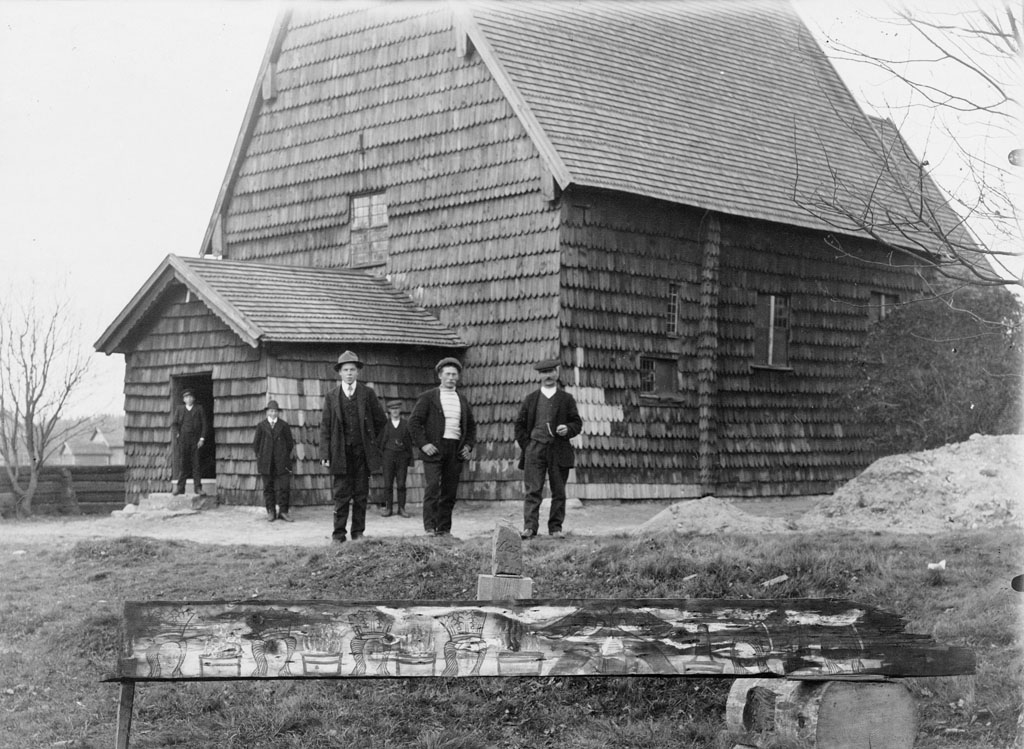
Södra Råda gamla kyrka i trä.
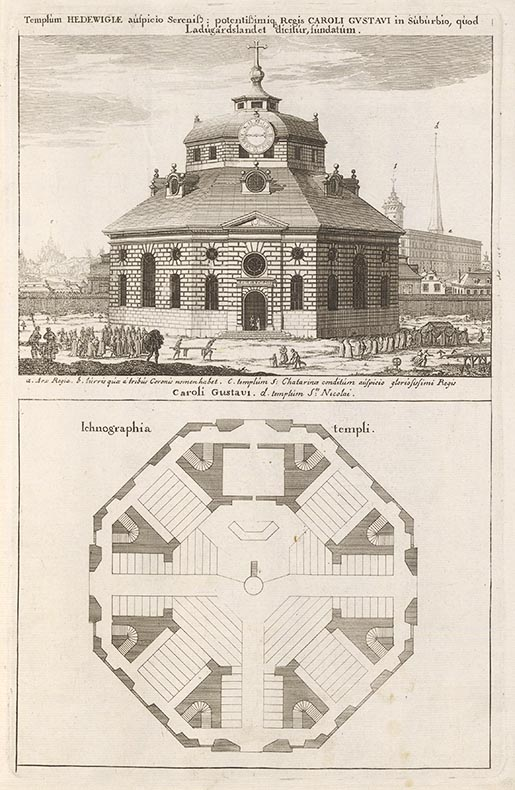
Hedvig Eleonora kyrka i Stockholm.
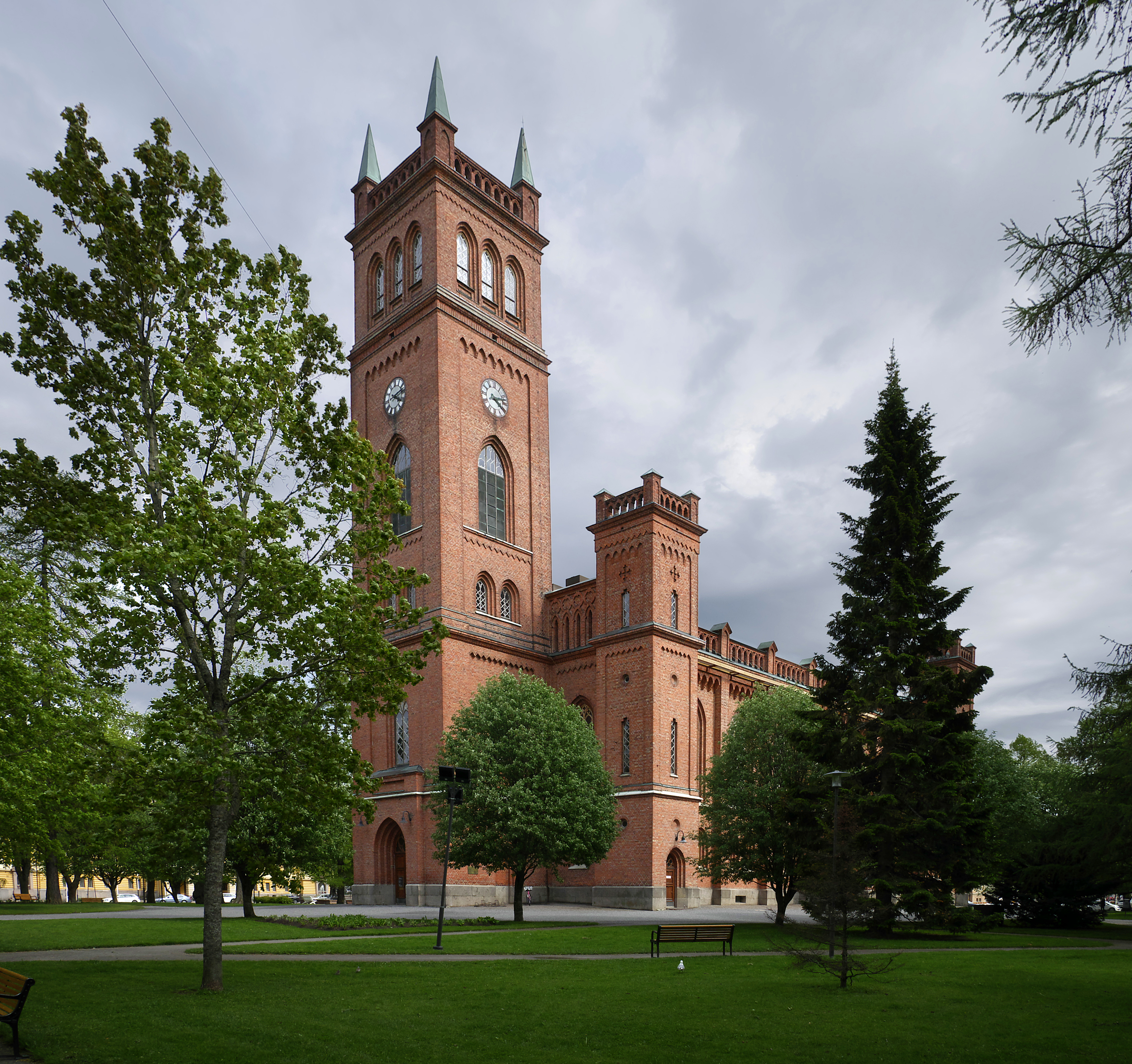
Trefaldighetskyrkan i nygotisk stil i Vasa, Finland.
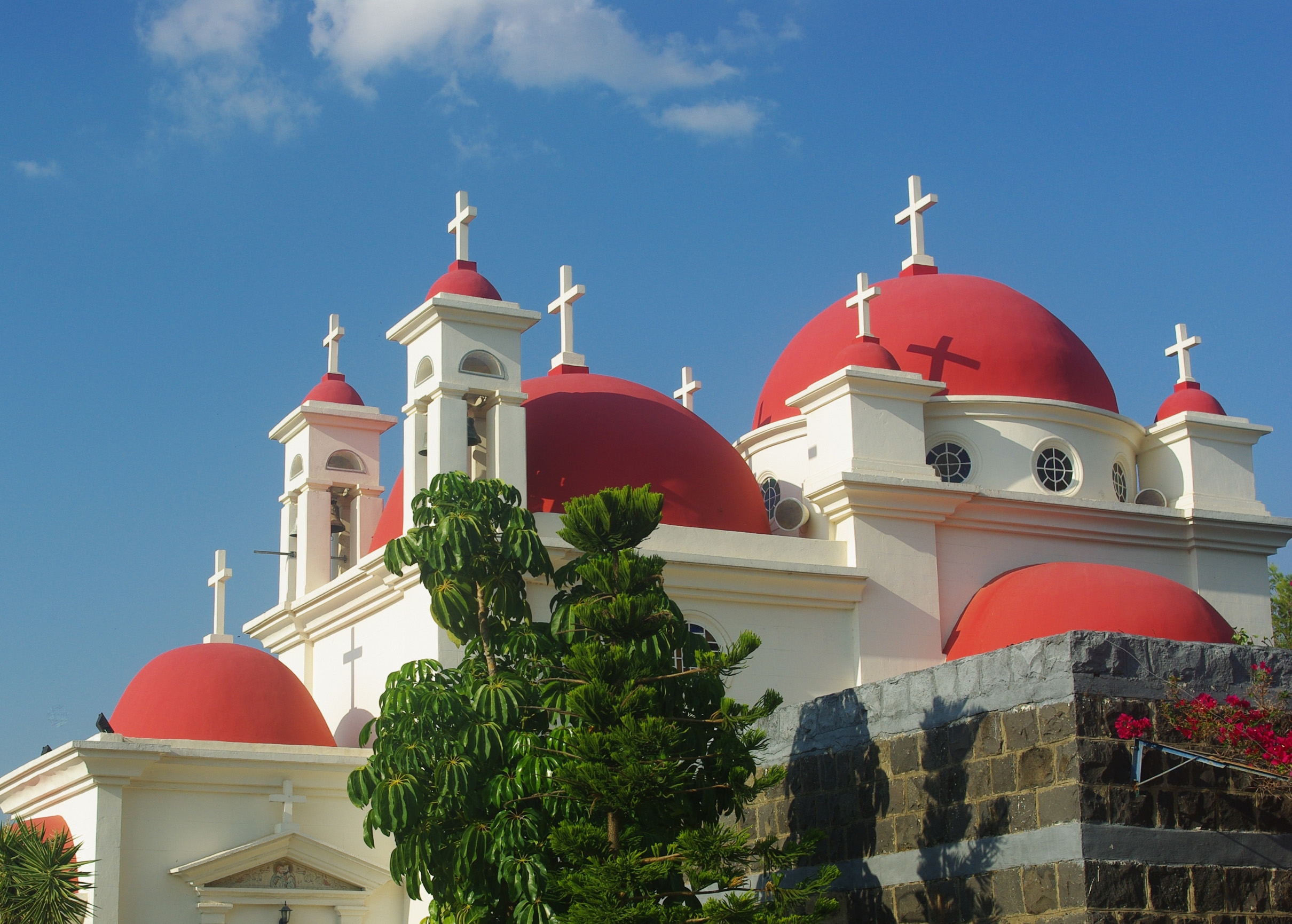
En kyrka i Kapernaum, Israel.
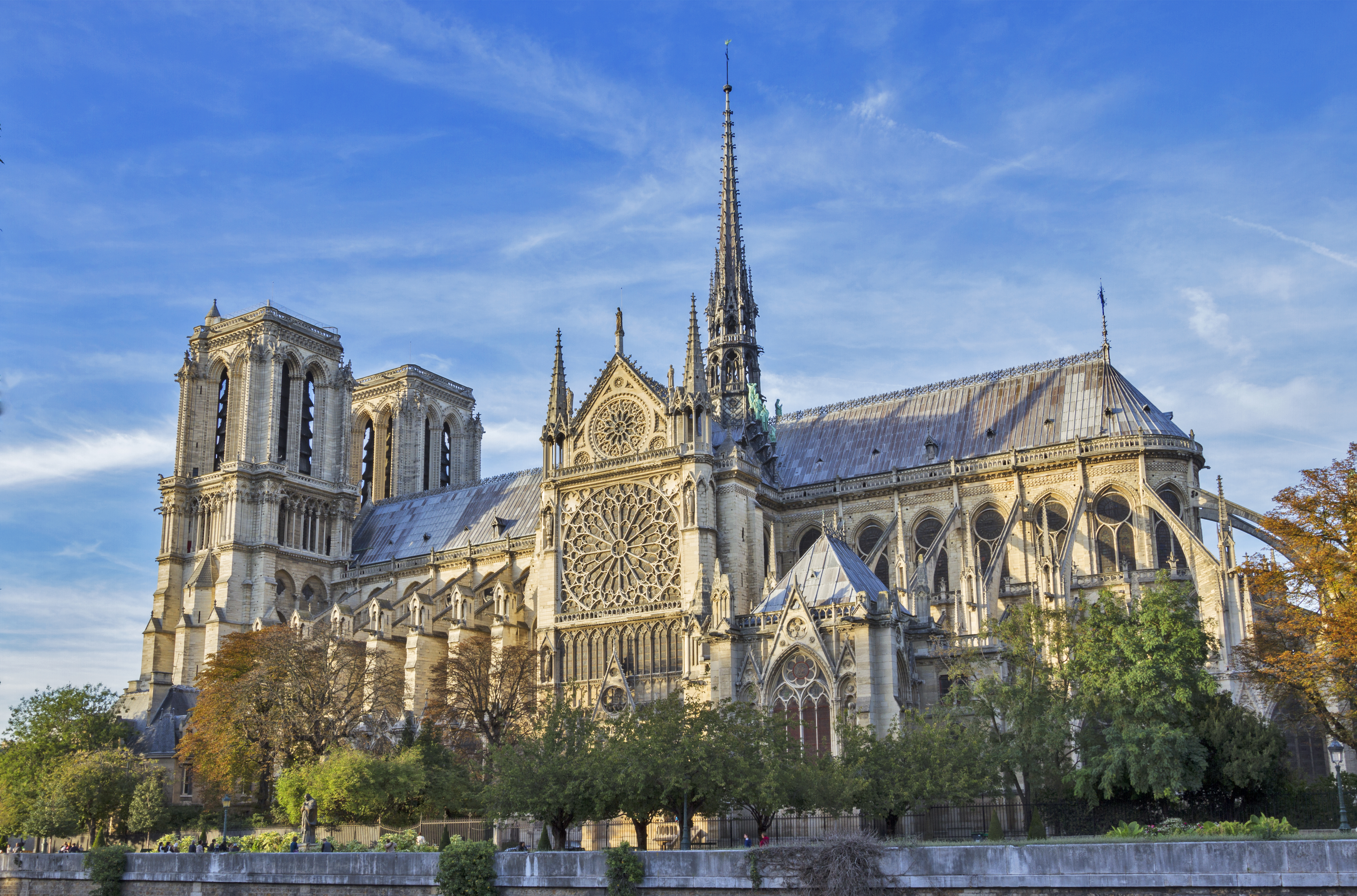
Notre-dame de Paris, en romersk-katolsk katedral i Frankrike.